# Władysław Karol Karęga
Władysław Karol de Quarto Karęga herbu własnego (ur. ?, zm. 1670) – sędzia grodzki trocki w 1670 roku, podstoli wiłkomierski w 1665 roku, sędzia grodzki wiłkomierski w latach 1660–1664, skarbnik trocki w latach 1647–1664.
20 października 1655 roku podpisał ugodę kiejdańską.